# Milton Ottey
Milton Bruce « Milt » Ottey (né le 29 décembre 1959 à May Pen en Jamaïque) est un athlète canadien, spécialiste du saut en hauteur.

## Biographie
Il remporte le titre du saut en hauteur des Jeux du Commonwealth en 1982 et 1986, et obtient la médaille de bronze en 1990. Il se classe par ailleurs neuvième des Championnats du monde de 1983, sixième des Jeux olympiques de 1984, et septième des Championnats du monde en salle de 1987.
Il décroche sept titres de champion du Canada, de 1981 à 1984 et de 1986 à 1988, et remporte par ailleurs les championnats NCAA en 1982. 

### Palmarès
| Date | Compétition                    | Lieu         | Résultat | Épreuve         | Performance |
| ---- | ------------------------------ | ------------ | -------- | --------------- | ----------- |
| 1979 | Jeux panaméricains             | San Juan     | 3e       | Saut en hauteur |             |
| 1982 | Jeux du Commonwealth           | Brisbane     | 1er      | Saut en hauteur |             |
| 1983 | Championnats du monde          | Helsinki     | 9e       | Saut en hauteur |             |
| 1984 | Jeux olympiques                | Los Angeles  | 6e       | Saut en hauteur |             |
| 1986 | Jeux du Commonwealth           | Édimbourg    | 1er      | Saut en hauteur |             |
| 1987 | Championnats du monde en salle | Indianapolis | 7e       | Saut en hauteur |             |
| 1990 | Jeux du Commonwealth           | Auckland     | 3e       | Saut en hauteur |             |

### Records
| Épreuve         | Performance | Lieu   | Date         |
| --------------- | ----------- | ------ | ------------ |
| Saut en hauteur | 2,33 m      | Ottawa | 21 juin 1986 |